# Frei Miguelinho
Frei Miguelinho är en kommun i Brasilien.   Den ligger i delstaten Pernambuco, i den östra delen av landet, 1 600 km nordost om huvudstaden Brasília. Antalet invånare är 14 231.
Omgivningarna runt Frei Miguelinho är huvudsakligen savann. Runt Frei Miguelinho är det ganska tätbefolkat, med 58 invånare per kvadratkilometer.